# Bréda
Bréda – rzeka w południowo-wschodniej Francji, płynąca przez teren departamentów Sabaudia oraz Isère. Ma długość 32,06 km. Stanowi lewy dopływ rzeki Isère. 

## Geografia
Bréda ma źródła na północnych stokach Massif d'Allevard w gminie Le Haut-Bréda. Rzeka początkowo płynie w kierunku północnym. W Détrier zmienia bieg na południowo-zachodni aż do ujścia do Isère w gminie Pontcharra. 
Bréda płynie na terenie dwóch departamentów, w tym na obszarze 11 gmin: 
SabaudiaDétrier, La Chapelle-Blanche, Laissaud
IsèreLe Haut-Bréda (źródło), Allevard, La Chapelle-du-Bard, Le Moutaret, Saint-Maximin, Pontcharra (ujście).

## Dopływy
Bréda ma opisanych 14 dopływów o długości powyżej 2 km. Są to:
| - Coisetan - Bens - Veyton - Gleyzin - Ruisseau du Col de la Vache - Pleynet - Buisson | - Ruisseau de la Combe Madame - Ruisseau de la Grande Valloire - Bard - Ruisseau de Vaugelat - Ruisseau de l'Arpette - Ruisseau de Tigneux - Torrent du Jalon |